# Atactopsis reinhardi
Atactopsis reinhardi är en tvåvingeart som beskrevs av Curtis W. Sabrosky och Arnaud 1965. Atactopsis reinhardi ingår i släktet Atactopsis och familjen parasitflugor.
Artens utbredningsområde är Texas. Inga underarter finns listade i Catalogue of Life.